# Parkinsonoid
Als Parkinsonoid wird das Auftreten der eigentlich für die Parkinson-Krankheit typischen Bewegungsstörungen Rigor, Tremor und Akinese als Nebenwirkung von Medikamenten (insbesondere Neuroleptika) bezeichnet. Ein Parkinsonoid wird regelmäßig auch beim sogenannten malignen neuroleptischen Syndrom beobachtet.